# Awa-jinja
L'Awa-jinja (安房神社) est un sanctuaire shinto situé dans la ville de Tateyama, préfecture de Chiba au Japon. c'est un des deux sanctuaires qui prétend détenir le titre d'ichi-no-miya de l'ancienne province d'Awa. Le principal matsuri (festival) du sanctuaire se tient le 10 août de chaque année.

## Liste des kamis vénérés
Le principal kami d'Awa-jinja est Ame-no-Futodama-no-mikoto (天太玉命).
Les kamis secondaires vénérés sont :
- Ame-no-hiritome-no-mikoto (天乃比理刀咩命?)
- Kushiakarutama-no-mikoto (櫛明玉命?)
- Ame-nohiwashi-no-mikoto (天日鷲命?)
- Taokihooi-no-mikoto (手置帆負命?)
- Hikosashiri-no-mikoto (彦狭知命?)
- Ame-no-mahitotsu-no-mikoto (天目一箇命?)
- Ame-no-tomi-no-mikoto (天富命?)
- Ame-no-oshihi-no-mikoto (天忍日命?)

Il existe également dans l'enceinte d'Awa-jinja de nombreux sanctuaires subsidiaires consacrés à divers petits kamis.

## Histoire
La date de fondation d'Awa-jinja est inconnue. La tradition du sanctuaire et les données du Kogo Shūi de 807 indiquent comme fondateur un membre du clan Inbe (les précurseurs du clan Nakatomi) durant le règne du légendaire empereur Jimmu. Le sanctuaire est mentionné à plusieurs reprises au début du Rikkokushi (époque de Heian) et une fois encore dans le Engishiki.
Il est désigné comme l'ichi-no-miya de la province d'Awa depuis au moins la fin de l'époque de Heian et bénéficie de la protection du clan Satomi et par la suite du shogunat Tokugawa jusqu'à la fin de l'époque d'Edo.
Après la restauration de Meiji, il se voit accorder le rang de kanpei taisha (« sanctuaire impérial de premier rang ») durant le shintoïsme d'État en 1875. L'actuel honden date de 1881.
Au cours de fouilles archéologiques en 1931, de nombreux artefacts datant des périodes Jōmon et Kofun sont découverts, dont un certain nombre de miroirs en bronze, des vases d'argile et les squelettes de vingt-deux personnes.

## Galerie d'images

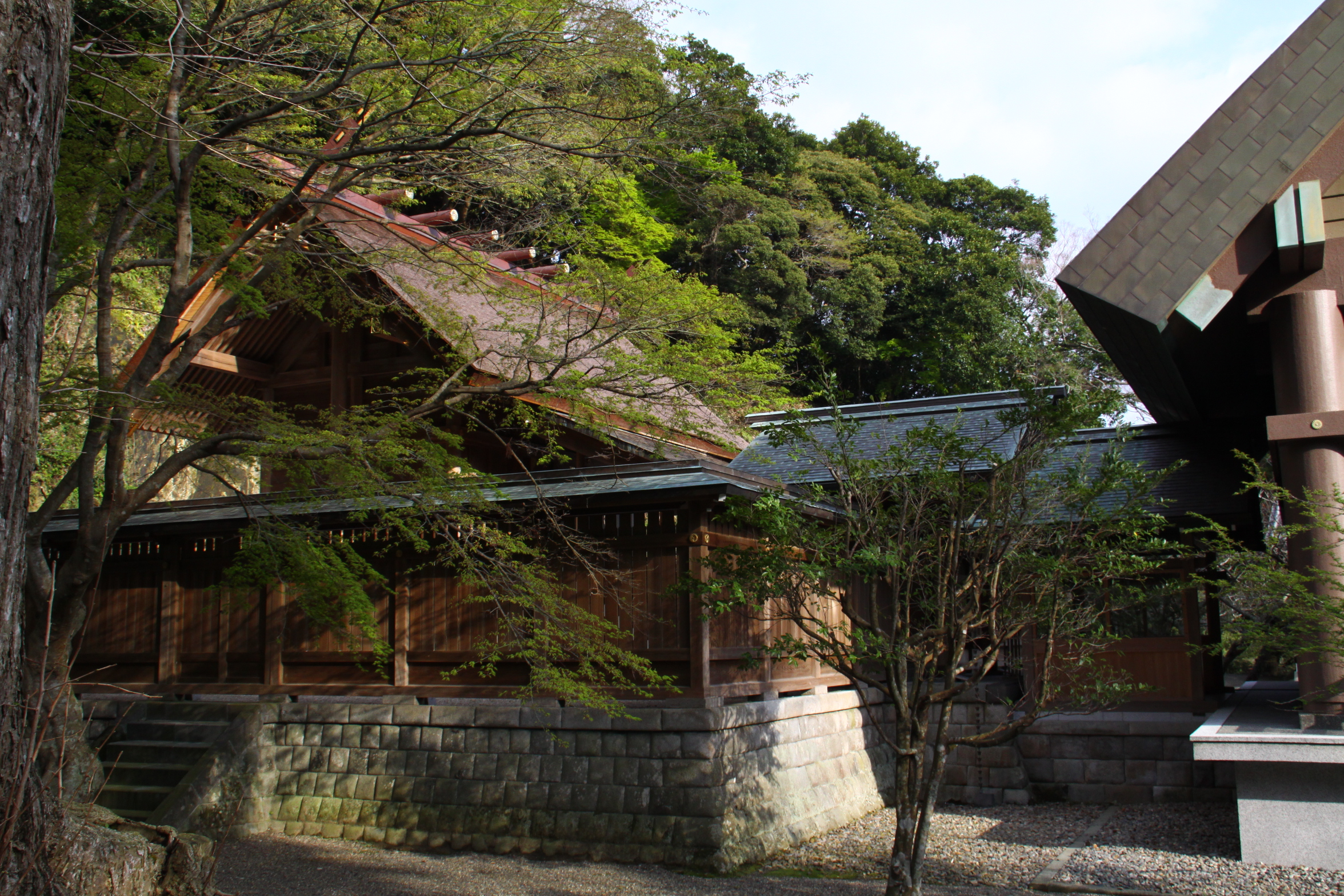
Honden.
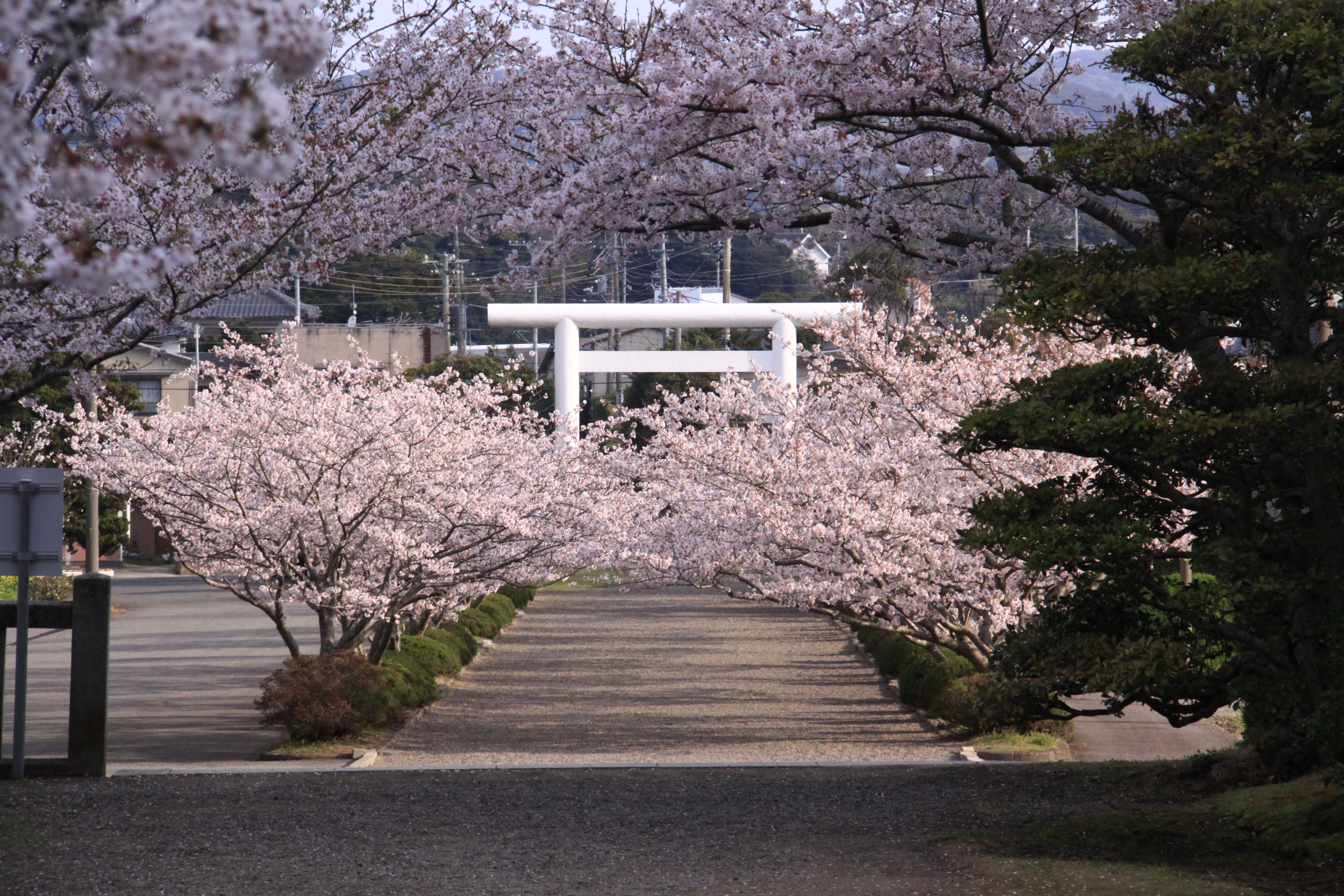
Torii.
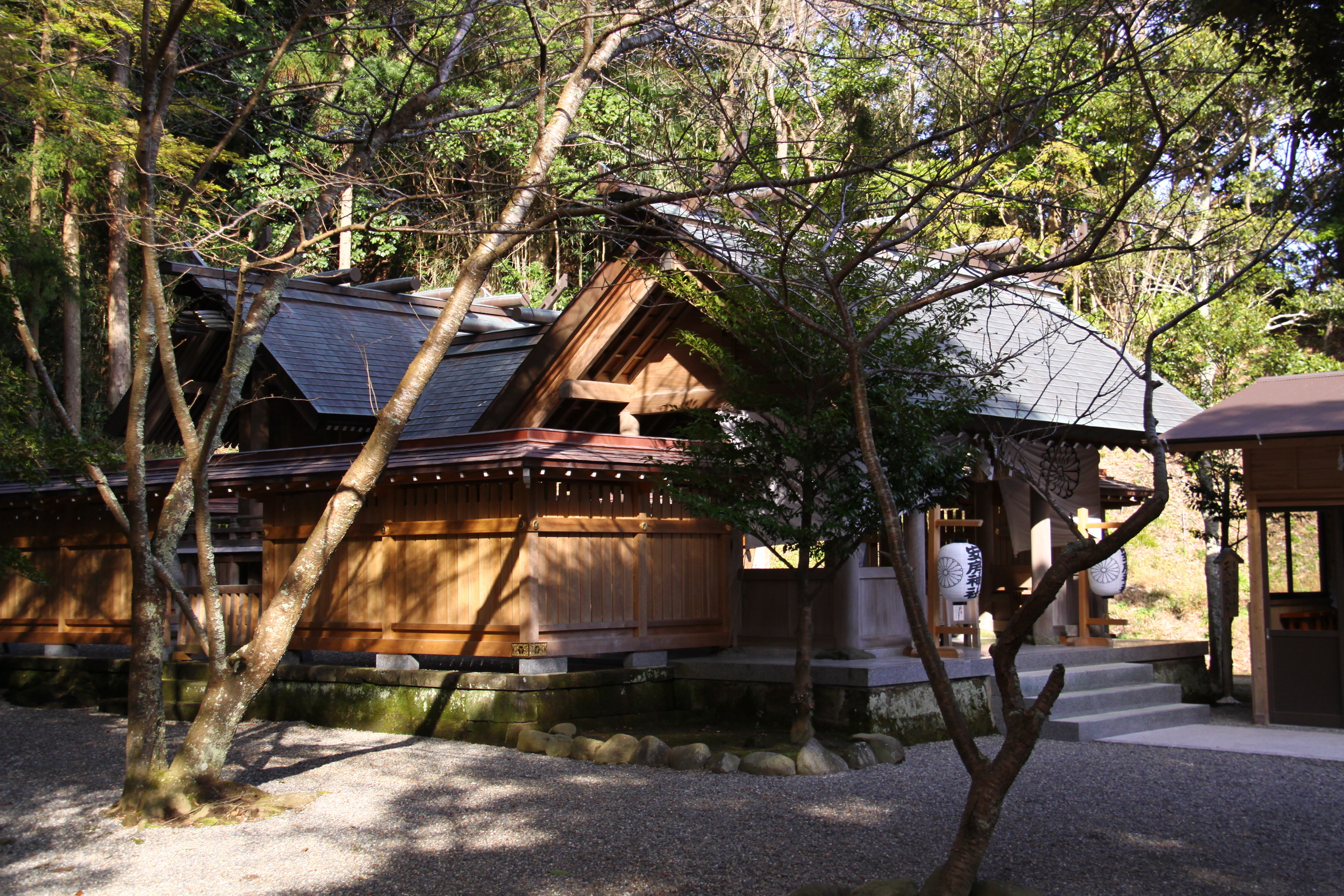
Shimonomiya.
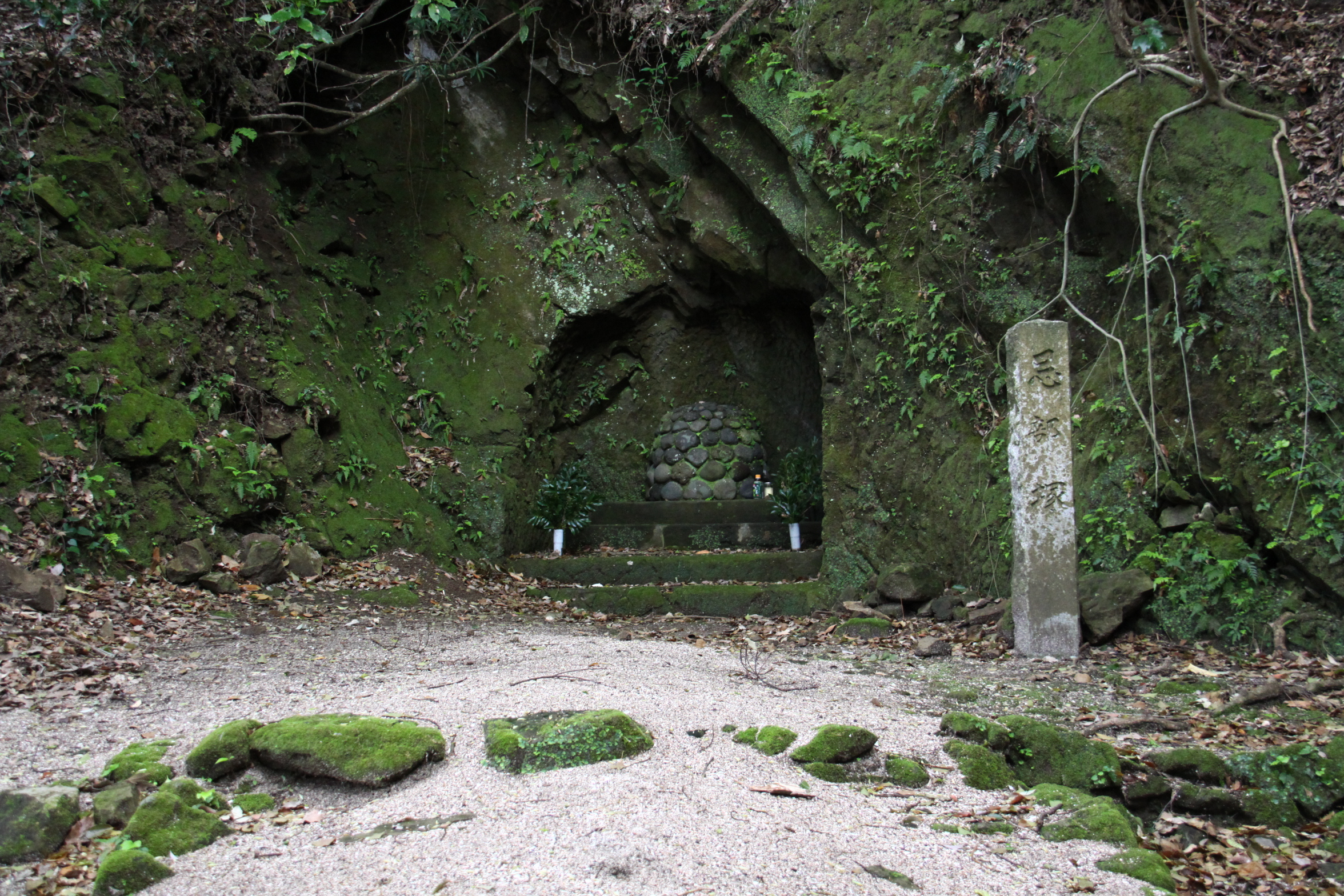
Inbezuka.